# Arnold Bucking
Arnold Bucking (oder Buckinck) war ein deutscher Buchdrucker in Rom.
Er ist nur durch den von ihm am 10. Oktober 1478 vollendeten Druck der Cosmographia des Claudius Ptolemäus bekannt. Dabei konnte er sich auf umfangreiche Vorarbeiten Konrad Sweynheyms († 1476) stützen. Diese Ausgabe enthält, als eine der ersten, in Kupfer gestochene Karten. Die Texte auf diesen Karten sind nicht von Hand graviert, sondern mit eigens dazu hergestellten Buchstabenpunzen in die Druckplatte eingeschlagen; es handelt sich um den ältesten bekannten Gebrauch dieser Technik für diesen Zweck. Diese Druckplatten wurden von Petrus de Turre für seine 1490 erschienene Ausgabe der Cosmographia unverändert wiederverwendet, sodass sich die vielfach einzeln überlieferten Karten der verschiedenen frühen römischen Ausgaben nur durch ihre Wasserzeichen sicher unterscheiden lassen. Auch Bernardino Vitali benutzte diese Druckplatten für seine 1507 und 1508 erschienenen Ausgaben der Cosmographia. Für die diesen Ausgaben hinzugefügten Karten, darunter die Ruysch’sche Weltkarte, und Änderungen einiger der alten Druckplatten wurden die gleichen Buchstabenpunzen wie 1478 verwendet.